# Liechtenstein ai XX Giochi olimpici invernali
Il Liechtenstein ha partecipato ai XX Giochi olimpici invernali di Torino, svoltisi a dall'11 al 26 febbraio 2006, con una delegazione di 5 atleti, 3 uomini e 2 donne.

## Sci alpino
| Gara      | Atleta           | 1° manche  | 2° manche   | Tempo totale | Posizione |
| --------- | ---------------- | ---------- | ----------- | ------------ | --------- |
| Gigante   | Marco Büchel     | non finito |             |              |           |
| Gigante   | Claudio Sprecher | non finito |             |              |           |
| Super-g   | Marco Büchel     | 1'31"22    | 1'31"22     | 1'31"22      | 6         |
| Super-g   | Claudio Sprecher | non finito |             |              |           |
| Discesa   | Marco Büchel     | 1'50"04    | 1'50"04     | 1'50"04      | 7         |
| Discesa   | Claudio Sprecher | 1'53"34    | 1'53"34     | 1'53"34      | 35        |
| Combinata | Claudio Sprecher | 1'41"01    | 51"77 51"30 | 3'24"08      | 32        |

| Gara    | Atleta         | 1° manche  | 2° manche | Tempo totale | Posizione |
| ------- | -------------- | ---------- | --------- | ------------ | --------- |
| Slalom  | Jessica Walter | 45"37      | 49"73     | 1'35"10      | 32        |
| Super-g | Tina Weirather | 1'35"34    | 1'35"34   | 1'35"34      | 33        |
| Discesa | Tina Weirather | non finito |           |              |           |

## Sci di fondo
| Gara                 | Atleta        | Tempo d'arrivo | Posizione |
| -------------------- | ------------- | -------------- | --------- |
| 30 km inseguimento   | Markus Husler | 1:17'10"9      | 11        |
| 50 km tecnica libera | Markus Husler | 2:08'29"0      | 39        |